# Magdalena Ezoe
Magdalena Ezoe (* 27. März 1931 in Tokio) ist eine US-amerikanische Komponistin und Musikpädagogin japanischer Herkunft.
Ezoe studierte Komposition an der Catholic University of America in Washington und an der University of Michigan. 1960 erhielt sie die amerikanische Staatsbürgerschaft und trat in die Adrian Dominican Congregation ein. Von 1954 bis 1965 unterrichtete sie an der Dominican High School in Detroit, danach leitete sie bis 1968 das Musikdepartment des St. Dominic College. Ab 1971 unterrichtete sie an der Siena Heights University in Adrian Klavier, Musiktheorie und -geschichte. Neben liturgischen Werken komponierte Ezoe Hymnen und Lieder, Instrumental- und Chorwerke. Sie gab Klavierkonzerte in den USA und Japan; ein Konzert zum 150. Todestag Chopins wurde auf CD veröffentlicht.